# Jerzy Mazur (kierowca rajdowy)

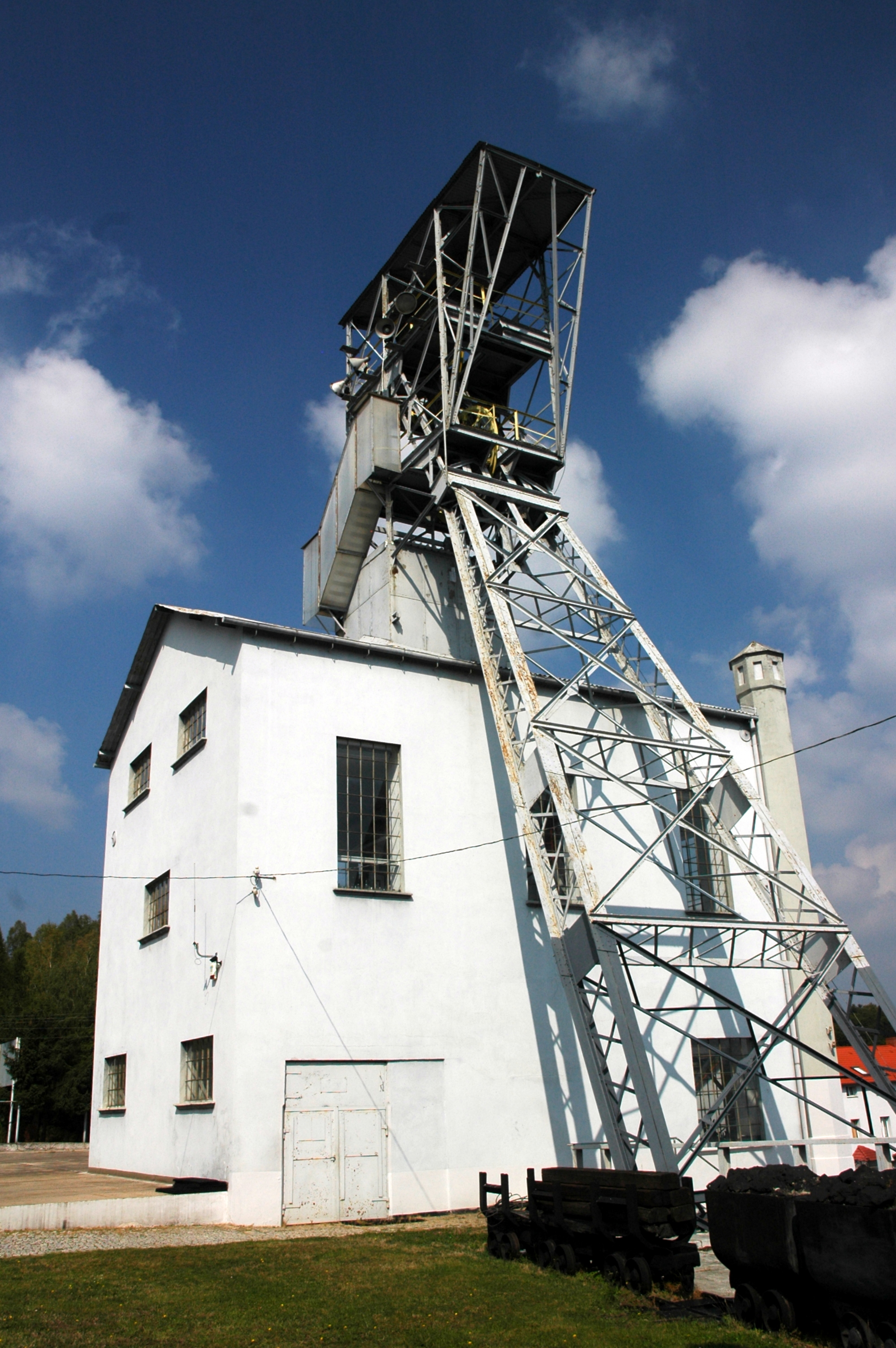
Wieża wyciągowa szybu Teresa, Muzeum Górnictwa i Sportów Motorowych w Wałbrzychu (2016)

Jerzy Mazur (ur. 12 października 1950 w Wałbrzychu) – polski kierowca rajdowy, uczestnik m.in. Rajdu Paryż–Dakar. Założyciel jedynego w Polsce, a także w Europie, Muzeum Górnictwa i Sportów Motorowych. Właściciel salonu Nissana.  

## Kariera rajdowa
Karierę sportową rozpoczął na przełomie lat 60. i 70. Za kierownicą samochodu marki Wartburg. Na początku brał udział w rajdach samochodowych, a potem w wyścigach samochodów turystycznych. Jego największym sukcesem jest wygrana w wyścigu w klasie markowej Fiat 126p. Zwycięstwo osiągnął jadąc z 36 pozycji startowej. Następnie kierował ciężarówką marki Star i Jelcz, zasłynął udziałem w Rajdzie Paryż-Dakar (załoga Mazur/Obrocki osiągnęła metę, jednak poza regulaminowym czasem). 

## Działalność popularyzacyjna wyścigów
Od 1994 roku jest właścicielem salonu Nissana w Wałbrzychu, a tuż obok niego stworzył on prywatne Muzeum Górnictwa i Sportów Motorowych. Mieści się ono na terenie byłej kopalni „Teresa”. Zobaczyć można w nim zabytki górnicze takie jak dawne stroje, narzędzia czy inne elementy związane z tym zawodem. Tuż obok znajdują się jego skarby z rajdów, w których uczestniczył, czy pamiątki wybitnych postaci świata polskich rajdów. Do nich zaliczyć można: kombinezon Mariana Bublewicza, zgliszcza samochodu Krzysztofa Hołowczyca i wiele innych. W pobliżu muzeum znajduje się pomnik Ayrtona Senny, który Jerzy Mazur ufundował w 2021.